# Эйкрем, Арнольд
Арнольд Йоханн Эйкрем (норв. Arnold Johann Eikrem, 1 апреля 1932, Тронхейм — 11 февраля 1996, Осло) — норвежский шахматист, шахматный судья и организатор. Международный арбитр по шахматам (1969).
Состоял в Рабочем шахматном клубе (Arbeidernes Sjakklubb), а с 1952 г. — в клубе «Эрль» (Sjakklubben «Jarl») в Тронхейме.
Дважды возглавлял Норвежский шахматный союз (в 1957—1959 и 1970—1979 гг.). На должности президента Норвежского шахматного союза проявил себя как выдающийся организатор.
Он руководил организацией юношеского чемпионата мира 1979 г. в Шиене.
Благодаря Эйкрему с 1970 г. в Гёусдале проводятся традиционные шахматные турниры для шахматистов разного уровня (в том числе «Пер Гюнт» и другие гроссмейстерские соревнования). При участии Эйкрема было проведено 187 турниров. После его смерти один из этих турниров получил статус мемориала Эйкрема.
В 1979 г. Эйкрем стал почётным членом Норвежского шахматного союза.
В 1991 г. ему было присвоено звание почётного гражданина Гёусдаля.